# Niewinność na sprzedaż
Niewinność na sprzedaż (ang. Selling Innocence) – amerykańsko-kanadyjski dramat obyczajowy z 2005 roku w reżyserii Pierre'a Ganga.

## Obsada
- Mimi Rogers - Abby Sampson
- J.R. Bourne - Malcolm Lowe
- Sarah Lind - Mia Sampson
- Tamara Hope - Chelsea Burns
- Mike Lobel - Justin Johnson
- Joanne Kelly - Simone
- Fred Ewanuick - James
- Charisse Baker - Jen Wilson
- Alexz Johnson - Angel
- Emma Paetz - Stephanie Walker
- Margherita Donato - Bridget
- Nicky Pugh - Naomi
- Patrick Gilmore - Karl
- Coralie Cairns - Carmen
- Tommy Lim - Annoying M.C.
- Valerie Howell - Woman at Mall
- Sylvia Wong - Food Court Manager

## Fabuła
Szesnastoletnia Mia Sampson jest wychowywana przez matkę Abby. Kobieta ma problemy finansowe, więc nie może zapewnić córce wszystkich rzeczy, których by chciała i których w głębi duszy zazdrości koleżankom. Pewnego dnia Mię zauważa właściciel agencji modelek, Malcolm Lowe, który proponuje jej pracę. Dziewczyna od razu się zgadza, bo i tak chciała znaleźć jakąś dorywczą pracę, aby ulżyć matce. Pierwsza sesja wypada świetnie i Mia dostaje czek na 1500 dolarów. Jej kariera modelki bardzo szybko się rozwija, a dziewczyna zaczyna dostawać coraz większe honoraria. Jej wygląd zupełnie się zmienia, kiedy może pozwolić sobie na modne i drogie ubrania. Zwraca nawet na nią uwagę Justin, chłopak który dotąd ją ignorował. Jednak gdy zdjęcia Mii trafiają do Internetu, jej sen zamienia się w koszmar...